# Liste der Naturdenkmale in Au (Breisgau)
| Naturdenkmale | Anzahl |
| ------------- | ------ |
| FND           | 0      |
| END           | 7      |
| Gesamt        | 7      |

Die Liste der Naturdenkmale in Au nennt die verordneten Naturdenkmale (ND) der im baden-württembergischen Landkreis Breisgau-Hochschwarzwald liegenden Gemeinde Au. In Au gibt es insgesamt sieben als Naturdenkmal geschützte Objekte, keines ist ein flächenhaftes Naturdenkmal (FND), alle sind Einzelgebilde-Naturdenkmale (END).
Stand: 31. Oktober 2016.

## Einzelgebilde (END)
| Name                         | Bild | Kennung     | Einzelheiten | Position | Fläche Hektar | Datum         |
| ---------------------------- | ---- | ----------- | ------------ | -------- | ------------- | ------------- |
| 1 Kiefer                     |      | 83150030011 | Au           | ⊙        | 0,0           | 15. Apr. 1964 |
| 1 Kiefer                     |      | 83150030012 | Au           | ⊙        | 0,0           | 15. Apr. 1964 |
| 1 Sommerlinde am Schwabenhof | BW   | 83150030005 | Au           | ⊙        | 0,0           | 15. Apr. 1964 |
| 1 Sommerlinde                | BW   | 83150030007 | Au           | ⊙        | 0,0           | 15. Apr. 1964 |
| 1 Sommerlinde                | BW   | 83150030009 | Au           | ⊙        | 0,0           | 15. Apr. 1964 |
| 1 Stieleiche Ortsrand Au     | BW   | 83150030003 | Au           | ⊙        | 0,0           |               |
| 3 Stechpalmen                | BW   | 83150030006 | Au           | ⊙        | 0,0           | 15. Apr. 1964 |
| Legende für Naturdenkmal     |      |             |              |          |               |               |